# Districtul Dingolfing-Landau
Districtul Dingolfing-Landau este un district rural (în germană Landkreis) din regiunea administrativă Bavaria Inferioară, landul Bavaria, Germania.

## Orașe și comune
| orașe 1. Dingolfing (18.623) 2. Landau an der Isar (12.952) comune (târg) 1. Eichendorf (6.634) 2. Frontenhausen (4.386) 3. Pilsting (6.165) 4. Reisbach (7.595) 5. Simbach (3.723) 6. Wallersdorf (6.752) | comune 1. Gottfrieding (2.153) 2. Loiching (3.595) 3. Mamming (2.902) 4. Marklkofen (3.703) 5. Mengkofen (5.688) 6. Moosthenning (4.673) 7. Niederviehbach (2.455) |